# 軍都縣
军都县为古县名，西汉时置，属上谷郡，东汉属广阳郡，西晋属燕国，北魏属燕郡，并废昌平县入军都县（东魏复置昌平县），北齐天保中废军都县入昌平县。
军都县治原在今北京市昌平区西南、马池口镇土城村一带，即军都故城，东魏天平年间复置昌平县并改为昌平县城，军都县则移治今昌平县北、兴寿镇东西新城村一带，即军都新城。故城俗称“土城”，为长方形，南北0.75公里，东西0.5公里，仅存部分夯土城墙，2003年公布为昌平区文物保护单位。
今北京市西北部的军都山即因昔日大部分处于军都县境内而得名。